# Thomas Fabbiano
Thomas Fabbiano (* 26. Mai 1989 in Grottaglie) ist ein italienischer Tennisspieler.

## Karriere
Fabbiano spielt hauptsächlich auf der ATP Challenger Tour und der ITF Future Tour. Bei Challenger-Turnieren siegte er bislang einmal im Einzel- sowie mit unterschiedlichen Partnern dreimal im Doppelwettbewerb. Sein erstes Spiel auf der ATP World Tour bestritt er 2008 beim Rom Masters, wo er sich über zwei Runden für das Hauptfeld qualifizierte. Er verlor seine Auftaktpartie gegen den Franzosen Nicolas Mahut mit 7:65, 4:6 und 5:7. Im selben Jahr gewann er auch drei Future-Turniere im Einzel und verbesserte sich im Laufe des Jahres um knapp 200 Plätze auf Position 371 der ATP-Weltrangliste. Sein bislang bestes Ranking erreichte er im April 2016 mit Platz 108.
Seinen ersten Turniersieg auf der Challenger Tour feierte er 2008 in Manerbio an der Seite von Boris Pašanski. Im Juli 2013 gelang ihm dann auch sein erster Erfolg im Einzel, als er im Finale des Guzzini-Challengers in Recanati den Franzosen David Guez in zwei Sätzen besiegen konnte.

## Erfolge
| Legende (Anzahl der Siege)  |
| Grand Slam                  |
| ATP World Tour Finals       |
| ATP World Tour Masters 1000 |
| ATP World Tour 500          |
| ATP World Tour 250          |
| ATP Challenger Tour (9)     |

### Einzel

#### Turniersiege
| Nr. | Datum            | Turnier  | Belag     | Finalgegner          | Ergebnis       |
| --- | ---------------- | -------- | --------- | -------------------- | -------------- |
| 1.  | 21. Juli 2013    | Recanati | Hartplatz | David Guez           | 6:0, 6:3       |
| 2.  | 13. März 2016    | Zhuhai   | Hartplatz | Zhang Ze             | 5:7, 6:1, 6:3  |
| 3.  | 25. März 2017    | Quanzhou | Hartplatz | Matteo Berrettini    | 7:65, 7:67     |
| 4.  | 7. Mai 2017      | Gimcheon | Hartplatz | Teimuras Gabaschwili | 7:5, 6:1       |
| 5.  | 14. Mai 2017     | Seoul    | Hartplatz | Kwon Soon-woo        | 1:6, 6:4, 6:3  |
| 6.  | 21. Oktober 2018 | Ningbo   | Hartplatz | Prajnesh Gunneswaran | 7:64, 4:6, 6:3 |

### Doppel

#### Turniersiege
| Nr. | Datum           | Turnier       | Belag | Partner                | Finalgegner                         | Ergebnis   |
| --- | --------------- | ------------- | ----- | ---------------------- | ----------------------------------- | ---------- |
| 1.  | 23. August 2008 | Manerbio      | Sand  | Boris Pašanski         | Massimo Dell’Acqua Alessio di Mauro | 7:67, 7:5  |
| 2.  | 11. Juli 2010   | San Benedetto | Sand  | Gabriel Trujillo Soler | Francesco Aldi Daniele Giorgini     | 7:64, 7:65 |
| 3.  | 15. August 2010 | Trani         | Sand  | Matteo Trevisan        | Daniele Bracciali Filippo Volandri  | 6:2, 7:5   |